# Wugg Retzer
Wugg Retzer (* 12. Juli 1905 in Oberhaselbach (Mallersdorf); † 16. April 1984 in München; bürgerlich Ludwig Maximilian Retzer) war ein deutscher Journalist und Schriftsteller.

## Werdegang
Retzer schrieb zwischen 1928 und 1940 für die Welt am Sonntag und die Münchner Neuesten Nachrichten. Ab 1948 war er Redakteur beim Münchner Stadtanzeiger und die Landkreisausgabe der Süddeutschen Zeitung.
Wugg Retzer war Augenzeuge des Bombenattentats auf Adolf Hitler am 8. November 1939 durch Johann Georg Elser. Am 10. November 1939 wurde sein Augenzeugenbericht unter dem Titel Sie wollten uns unseren Führer nehmen in den Münchner Neuesten Nachrichten veröffentlicht. In dem Bericht schreibt er unter anderem: „Der Führer sollte ermordet werden – mein Gott, welches bestialische Hirn gebar und unternahm diese Scheußlichkeit? Eine fressende Wut fällt uns an.“ Weiter im Text heißt es: „Wohltuend senkt sich vor diesem Trümmerfeld wie ein Schleier der inbrünnstige Dank an die Vorsehung, die unser Deutschland vor dem furchtbaren nationalen Unglück bewahrte und uns den Führer erhalten hat.“
Er war Mitglied der Literatenvereinigung Münchner Turmschreiber. Seine Anthologie Der Stier von Pocking zählt zu den Klassikern niederbayerischer Kultur.
1965 erhielt er den Schwabinger Kunstpreis; 1967 wurde er mit dem Bayerischen Poetentaler ausgezeichnet. Für seine Verdienste um die bayerische Mundart erhielt er 1978 den Ehrenpreis des Bayerischen Ministerpräsidenten.
Wugg Retzer starb 1984 in München im Alter von 78 Jahren.

## Grabstätte
Die Grabstätte von Wugg Retzer befindet sich auf dem Münchner Waldfriedhof (Grabnr. 155-1-32).

## Namensgeber für Straßen
Nach Wugg Retzer wurde 2002 in München im Stadtteil Schwanthalerhöhe (Stadtbezirk 8 – Schwanthalerhöhe) die Wugg-Retzer-Straße benannt.
Im Markt Schierling (ehemals Niederbayern, seit 1972 Oberpfalz), zu dessen Gebiet das Dorf Unterlaichling gehört, das Retzer Zeit seines Lebens als sein eigentliches Heimatdorf betrachtete, ist ebenfalls eine Straße nach ihm benannt,  ebenso in Mallersdorf-Pfaffenberg.